# 年威閣

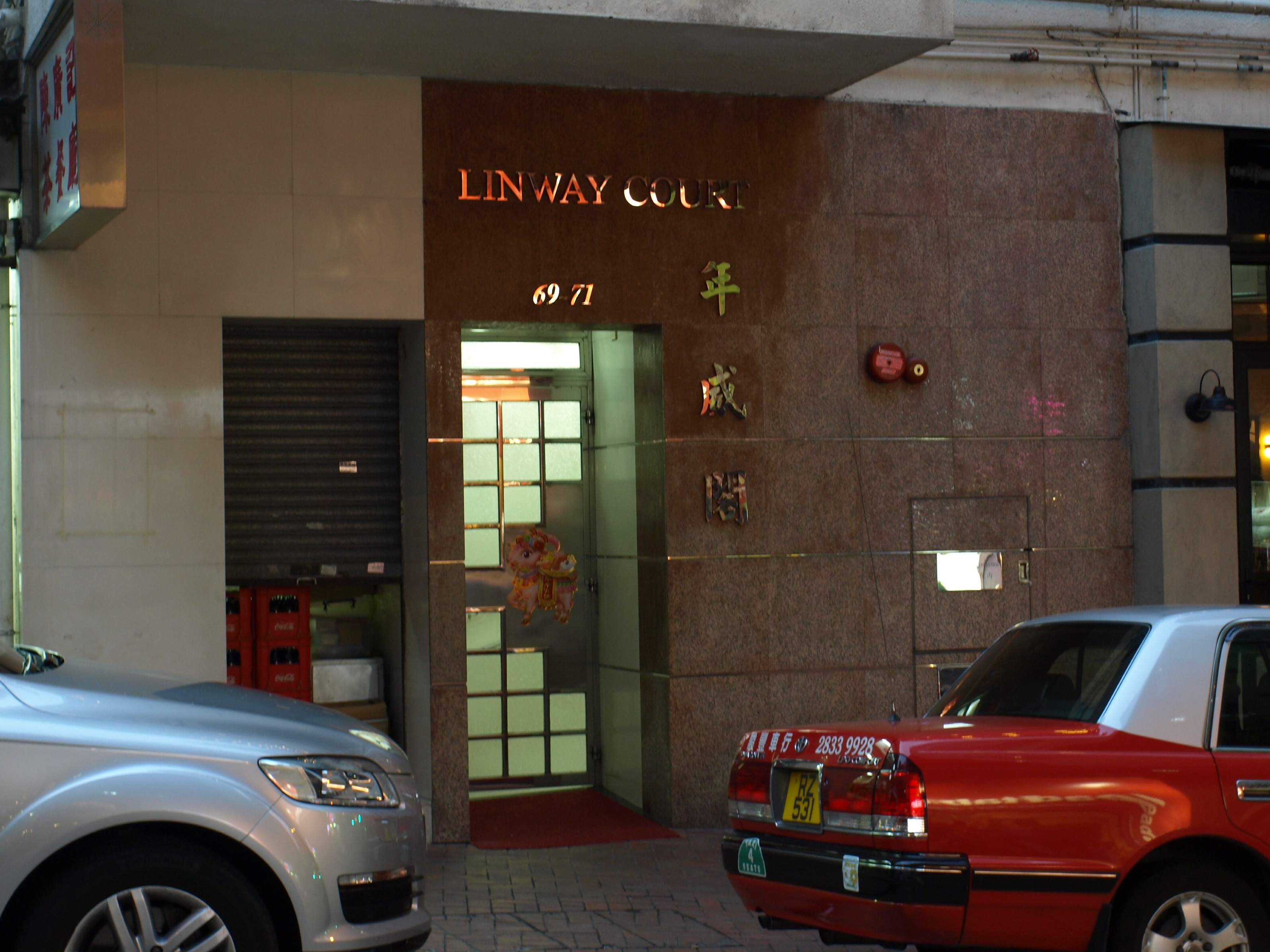
年威閣地下入口

年威閣（英語：Linway Court）是香港灣仔區一單幢式私人物業，位於灣仔石水渠街69-71號，發展商為合和實業。大廈為一梯兩伙設計，共提供44個住宅單位，於1987年落成入伙。

## 位置和特色
年威閣座落於歷史悠久的石水渠街，附近亦有不少歷史建築，如舊灣仔郵政局、舊灣仔街市、北帝古廟等。其中建於1922年的著名唐樓「藍屋」更位於年威閣對面。年威閣樓高22層，其中地下和二樓為商舖，住戶樓層則由3樓開始，故最頂層為24樓。大廈東面主要為舊樓群及學校，故景觀亦較開揚，高層A室更可遠眺跑馬地一帶。年威閣以往曾進行翻新工程，其中地下入口外牆改鋪上雲石美化，但大廈外牆依舊為眾多合和樓宇常見的白、綠色為主。以下為大廈資料：
| 年威閣資料   | 年威閣資料 | 年威閣資料 | 年威閣資料 |
| ------------ | ---------- | ---------- | ---------- |
| 大廈層數     | 每層伙數   | 單位數目   | 入伙日期   |
| 22（3-24樓） | 2          | 44         | 1987年2月  |

## 鄰近建築
- 藍屋
- 驊宅
- 壹環（舊灣仔街市）
- 灣仔街市
- 尚翹峰
- 舊灣仔郵政局
- 北帝古廟
- 胡忠大廈

## 圖集

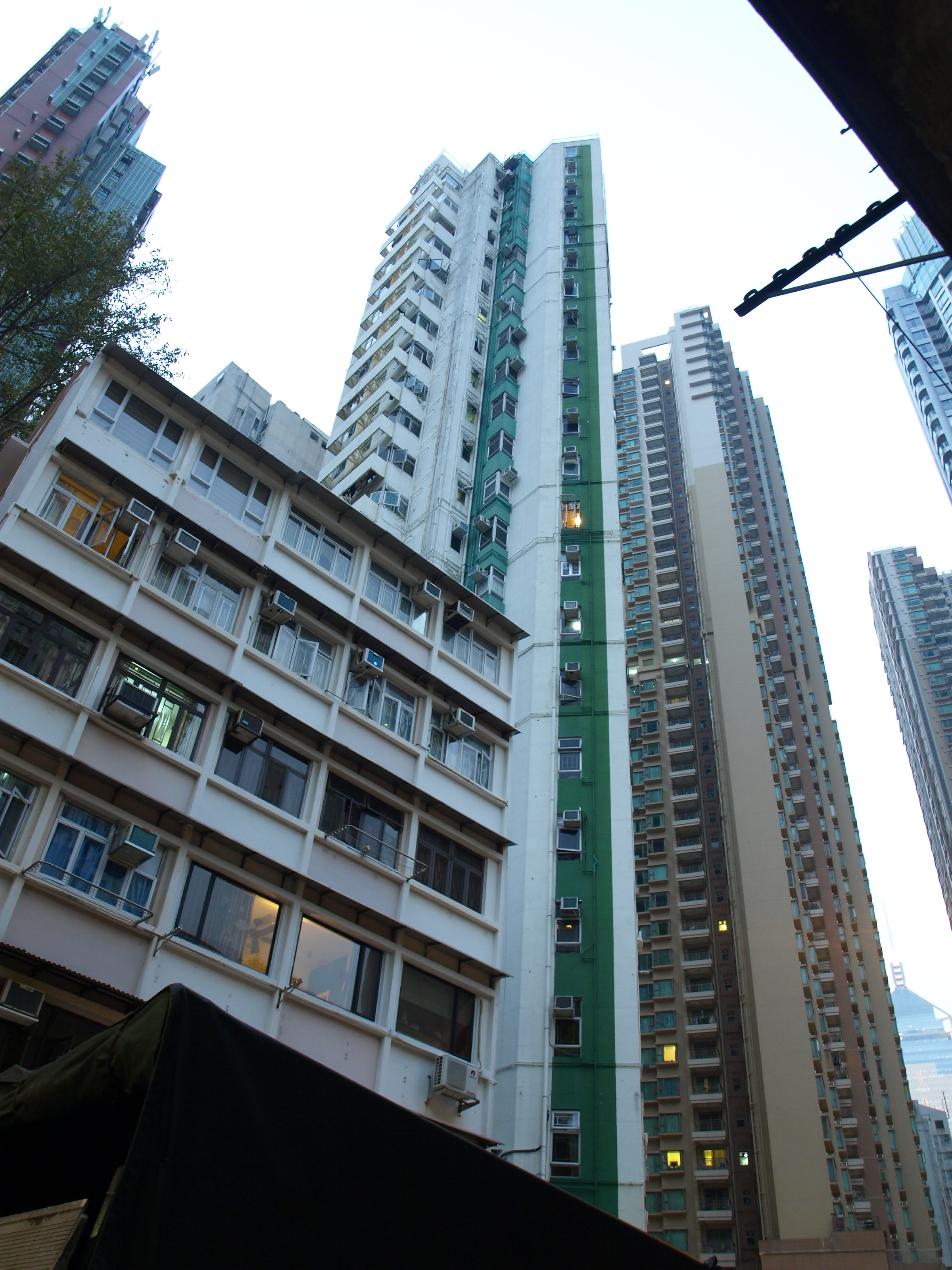
從藍屋望向年威閣
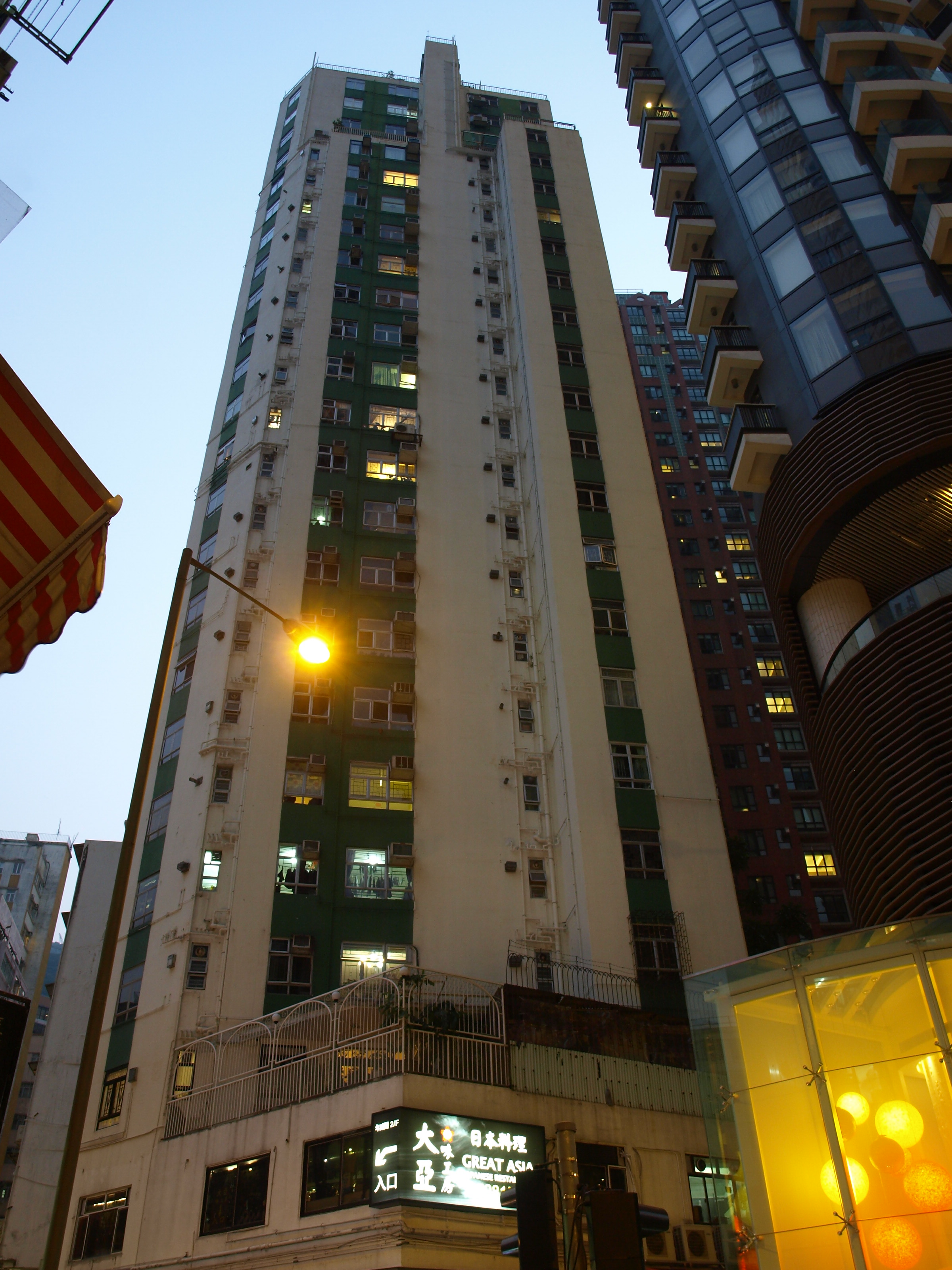
年威閣面向皇后大道東一方；右方大廈為驊宅